# Dự báo hoạt động núi lửa
Dự báo hoạt động núi lửa hay Dự báo phun trào núi lửa  là nỗ lực giám sát và nghiên cứu liên ngành để dự đoán thời gian và mức độ nghiêm trọng của vụ phun trào núi lửa có thể xảy ra trong tương lai gần. Điều đặc biệt quan trọng là việc dự đoán các vụ phun trào nguy hiểm có thể dẫn đến thảm hoạ mất mát tính mạng, tài sản và sự gián đoạn hoạt động của con người .

## Các phương cách nghiên cứu

### Địa chấn núi lửa
Các hoạt động địa chấn (động đất và rung chấn) luôn xảy ra khi các ngọn núi lửa thức giấc và chuẩn bị phun trào, và cũng là một hiện tượng liên kết rất quan trọng đối với phun trào núi lửa.
- Phần nhiều núi lửa có biểu hiện gia tăng hoạt động địa chấn trước khi phun trào. Dẫu vậy một số núi lửa thường có hoạt động địa chấn ở cấp thấp, nhưng mức tăng địa chấn vẫn có thể cho thấy khả năng xảy ra vụ phun trào. Các loại động đất xảy ra và nơi chúng bắt đầu và kết thúc cũng là những dấu hiệu quan trọng. Địa chấn núi lửa thường có ba dạng chính: động đất chu kỳ ngắn, động đất chu kỳ dài, và rung chấn điều hòa (harmonic tremor).
- Các động đất chu kỳ ngắn giống như động đất gây ra bởi đứt gãy bình thường. Chúng được gây ra bởi sự nứt gãy của đá giòn như magma và có hướng lên trên. Những động đất chu kỳ ngắn này cho thấy sự phát triển của một khối magma gần bề mặt và được gọi là sóng 'A'. Những loại sự kiện địa chấn này thường được gọi là các sự kiện Volcano-Tectonic (hoặc VT) hoặc "động đất núi lửa - kiến tạo".
- Các động đất chu kỳ dài cho thấy áp lực khí tăng lên trong hệ thống ống dẫn của núi lửa. Chúng tương tự như tiếng kêu thỉnh thoảng nghe thấy trong hệ thống ống nước của nhà ở, được biết đến như là "búa nước". Những dao động này tương đương với sự rung động âm thanh trong buồng, trong các lò magma trong vòm núi lửa và được gọi là sóng 'B'. Đây còn gọi là sóng cộng hưởng và sự kiện cộng hưởng chu kỳ dài.
- Các rung chấn điều hòa thường là kết quả của việc magma đẩy vào đá nằm dưới bề mặt. Đôi khi chúng có thể đủ mạnh để có thể cảm thấy như tiếng ồn ào hoặc ù tai của người và động vật.

Các biểu hiện địa chấn rất phức tạp và thường khó diễn giải. Tuy nhiên sự tăng hoạt động địa chấn là một chỉ báo tốt về tăng nguy cơ phun trào, đặc biệt nếu các sự kiện chu kỳ dài trở nên trội hơn và các giai đoạn của sự xuất hiện của sóng hài.
Sử dụng phương pháp tương tự, các nhà nghiên cứu có thể phát hiện ra phun trào núi lửa bằng cách theo dõi sóng hạ âm (Infrasound, âm thanh dưới 20 Hz). Mạng lưới Infrasound Toàn cầu của IMS (IMS Global Infrasound Network), được thành lập để kiểm tra sự tuân thủ Hiệp ước Cấm thử nghiệm Hạt nhân, có 60 đài trên khắp thế giới hoạt động để phát hiện và xác định các núi lửa phun trào ở địa phương gần .

## Độ chính xác
Độ chính xác các dự báo vẫn còn hạn chế, và vẫn để lại những thiệt hại về nhân mạng và vật chất 

## Sự làm giảm nhẹ
Ngoài nỗ lực dự báo hoạt động núi lửa, có những đề xuất mang tính suy đoán cao về ngăn chặn hoạt động núi lửa bùng nổ, bằng cách làm lạnh các lò magma thông qua sử dụng kỹ thuật phát điện địa nhiệt .

## Chỉ dẫn
1. ↑  Có hai thuật ngữ tiếng Anh về "Dự báo" là: "Prediction" là dự báo/dự đoán gần, và "Forecasting" là dự báo khả năng. Bài này có tiêu đề "Prediction of volcanic activity" liên quan đến dự báo gần.